# Gregor Brayssing
Gregor [Grégoire] Brayssing [Bragin, Brayssingar], né à Augsbourg en Saint-Empire, est un joueur d’instrument (luth, guitare) et un compositeur actif en France dans la période 1547-1560.

## Biographie
Il a quitté l’Empire après la victoire de Charles Quint sur l’Électeur Johann Friedrich de Saxe, à Mühlberg en 1547.
À Paris, un acte notarié de 1553 le mentionne comme maître joueur de luth demeurant rue Mâcon. Le Fichier Laborde mentionne encore qu’en 1556, sous le nom francisé de Grégoire Bragin, il fut parrain d’un enfant du compositeur Étienne Du Tertre et en 1560 d’une fille du compositeur Loys Bourgeois, revenu de Genève.

## Œuvres

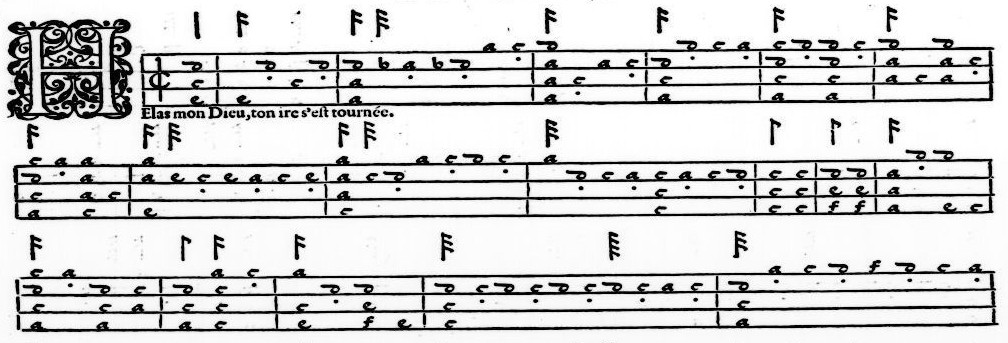
Le début du psaume Hélas mon Dieu ton ire s'est tournée… dans le Quart livre de 1553.

- Quart livre de tablature de guiterre, contenant plusieurs fantasies, pseaulmes et chansons : avec l’Alouette, & la Guerre, composées par M. Gregoire Brayssing deaugusta. Paris : Adrian Le Roy et Robert Ballard, 1553. 8° oblong. RISM B 4295 = 155335, Brown 1965 p. 248-250. Paris Maz., London BL. Numérisé par Royal Holloway College.

Le recueil propose six fantaisies, de même que la mise en tablature de cinq psaumes (quatre en latin et Hélas mon Dieu en français), de sept chansons par Clément Janequin, Pierre Sandrin, Jean Maillard et autres, et d’une frottole de Sebastiano Festa. La dernière pièce, intitulée La Guerre, faitte à plaisir, inclut une note marginale en allemand faisant référence à la bataille de Mühlberg : Veldt schlacht wieder loblicher Churfurst herizogk Iohans Friderich von Sachsen vor Mulberg gefangen ist worden, ce qui laisse entendre que Brayssing quitta l’Allemagne pour pouvoir vivre son engagement protestant.

## Sur "Guillaume de Brayssingar"
En 1585, Antoine Du Verdier mentionne dans sa Bibliothèque : Guillaume de Brayssingar, Allemand, organiste à Lyon, a fait une Tablature d'Epinete, imprimée à Lyon, par Jacques Moderne.
Cette mention est évidemment problématique pour assimiler Guillaume de Brayssingar à Gregor Brayssing, mais si les deux ont existé il est probable qu'ils furent parents.

## Partitions
- Grégoire Brayssing, Three fantasias from Adrien le Roy's Quart livre de tabulature de Guiterre, ed. Deric Kennard. – London : Schott Music Ltd., (ISMN 979-0-2201-0308-7).
- Grégoire Brayssing, Hélas mon Dieu, ton ire s’est tournée. Partition pour guitare solo en format Kindle. - Novato Music Press, 2011.

## Discographie
- Fantasia IV, in Comiença la musica para guitarra, Massimo Lonardi, guitare Renaissance (2006). 1 CD Stradivarius (STR 33695),  (EAN 8011570336958).
- Fantasie V, La la la la je ne l'ose dire, O Passi sparsy, Il estoit une fillette, Tourdion. In Tabulatures de Guiterne, Michael Craddock (guitare Renaissance). 1 CD C9632 (2006),  (EAN 8424619696324).